# Mulher nua lendo (Delaunay)
Mulher nua lendo, ou Nu Feminino na Leitura (Female Nude Reading, em inglês), é uma pintura a óleo sobre tela de 1915 de Robert Delaunay, pintor francês do início do século XX, que se encontra no Museu de Arte de San Diego.
Na sua busca por encontrar uma linguagem pictórica “pura” baseada em contrastes cromáticos fortes, Delaunay afastou-se das cores apagadas do cubismo de Picasso e Braque e virou-se em vez disso para Matisse e os seguidores deste que foram pioneiros no uso da cor expressiva e deliberadamente dissonante. A linguagem de formas luminosas seria designada por Orfismo pelo poeta e crítico Guillaume Apollinaire, uma evocação poética do carácter “cósmico” destas obras.

## Descrição
A constelação de motivos circulares nas margens da composição recordam a roda das cores de Michel Eugène Chevreul, o químico do século XIX cuja teoria dos contrastes simultâneos de cor também foi uma pedra de toque do surgimento do impressionismo.
De acordo com Ariel Plotec a figura representada nesta pintura é a esposa do Artista.
Esta pintura pertence a uma série de nus femininos (ver Galeria) executados em Espanha e Portugal onde Delaunay e a esposa Sonia se exilaram e viveram durante a I Guerra Mundial.

## Galeria

Nude woman reading (1915), Robert Delaunay, na National Gallery of Victoria
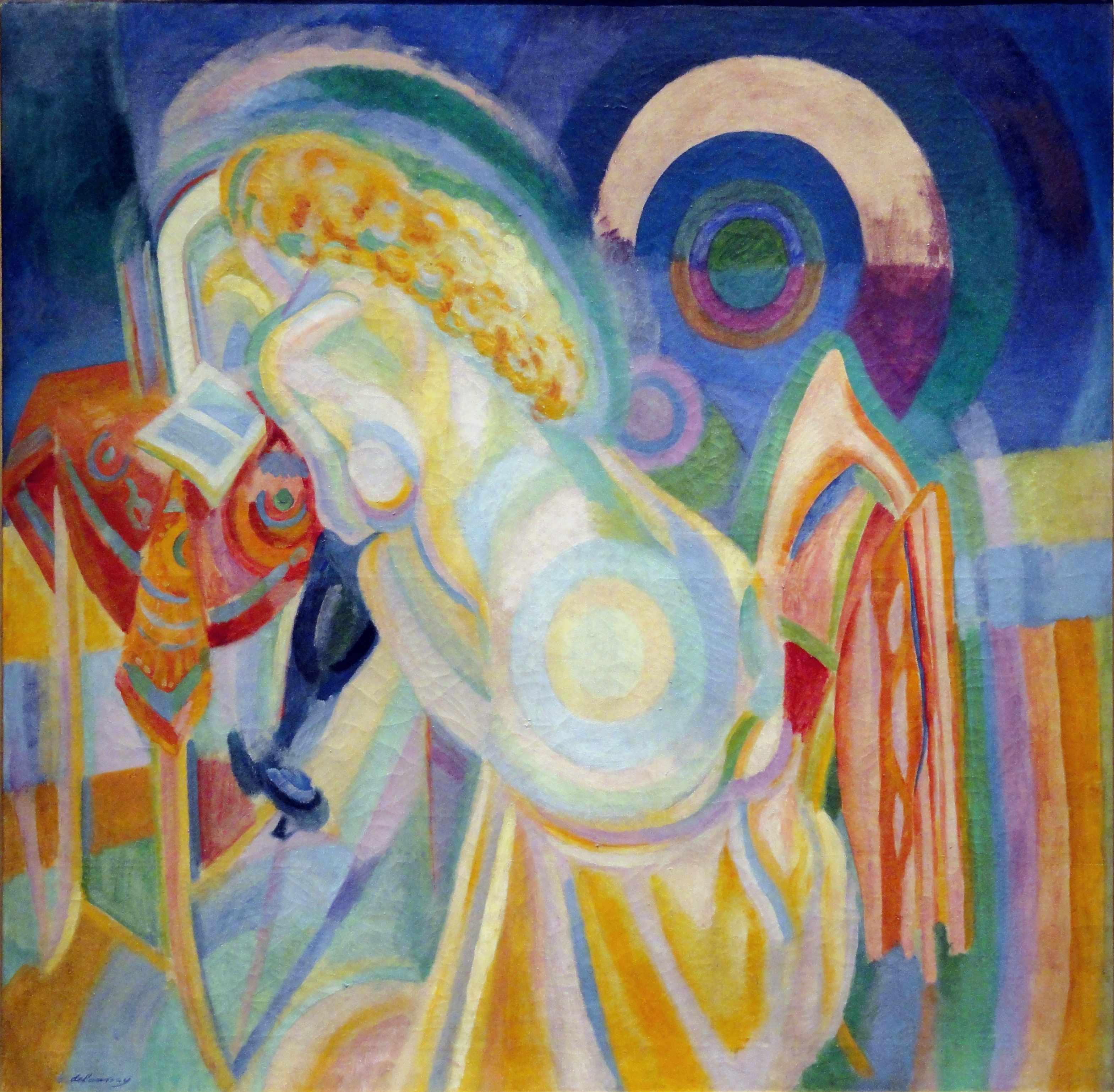
Nu à la toilette (1915), Robert Delaunay, na Museu de Arte Moderna da Cidade de Paris
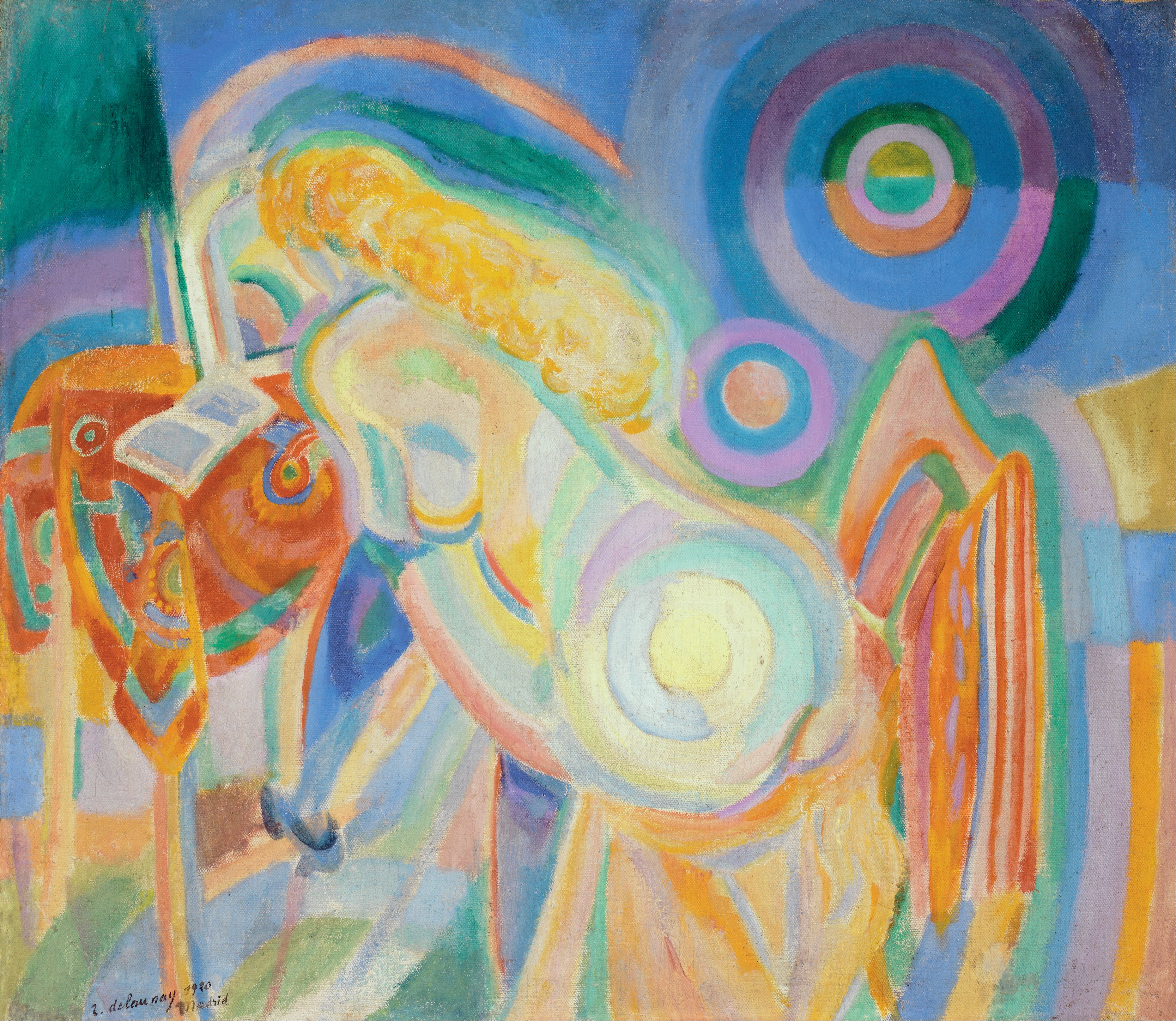
Femme nue lisant (1920), Robert Delaunay, no Museu de Belas Artes de Bilbau

## Ligação externa
- Página web do Museu de Arte de San Diego,